# 파스텔 차임
〈파스텔 차임〉(일본어: ぱすてるチャイム, 영어: Pastel Chime)은 앨리스 소프트에서 만들어 1998년 공개한 어드벤처 롤플레잉 게임이다. 후속작으로 2005년 〈파스텔 차임 컨티뉴〉(일본어: ぱすてるチャイムContinue)를 내놓았고, 일본 전역의 게임 매장에서 간판 상품으로 걸리는 등 호응이 있자 다시 후속작 〈파스차 C++〉(ぱすちゃC++, 2005)를 내놓았다.
현실 세계와 판타지가 느슨하게 결합된 세계관을 바탕으로, 가상의 대륙 ‘루벤스’(ルーベンス)와 ‘콜웨이드’에서 벌어지는 모험담과 등장 인물들의 사랑을 그렸다. 제작사에서는 게임의 장르를 “검과 마법의 연애육성 RPG”(剣と魔法の恋愛育成ＲＰＧ)라고 규정했다.

## 개요
- 〈파스텔 차임〉
  - 아이바 가이토(相羽カイト)는 벨비아 왕국의 모험자 학교인 왕립 마이즈루 학원(王立舞弦学園)의 학생이다. 모험자가 되고자 마이즈루 학원에 입학했지만, 게으른 성격 탓으로 1년여 남은 졸업마저 위태로울 지경이다. 그런 연습 부족 탓으로 처음으로 던전을 탐험하는 실습을 나갔을 때, 오랜 친구인 뮤젤(ミューゼル)을 위험에 빠뜨리고 만 가이토는 분한 마음에 낭비해버린 2년을 지금부터 되찾겠다고 다짐한다.
- 〈파스텔 차임 컨티뉴〉
  - 〈파스텔 차임〉으로부터 10년 뒤의 세계. 나기하라 유키(薙原ユウキ)는 명문 모험자 학교인 사립 팔네제 AS(私立ファルネーゼAS, AS는 모험자 학교 - Adventurers' School의 약자)의 학생이었으나 2학년 되는 해에 학교측의 불합리한 방침에 저항하다 추방 처분을 받는다. 다행스럽게도 고료 학원(光綾学園)이 유키의 전학 신청을 받아들여 고료 학원에서 3학년 생활을 시작하는데, 예상치 못한 사람들과 그곳에서 재회하게 된다.

## 등장 인물

### 〈파스텔 차임〉
- 아이바 가이토
- 뮤젤 클라스마인 (ミューゼル・クラスマイン)
- 콜렛 브라우제 (コレット・ブラウゼ)
- 세레스 르블랑 (セレス・ルーブラン)
- 린도 사야 (竜胆沙耶)

### 〈파스텔 차임 컨티뉴〉
- 나기하라 유키
  - 주인공. 종족 휴먼. 10년 전 행방불명된 부친의 뜻을 잇고자 모험자가 되기로 다짐했다. 엘리트 학교인 사립 팔네제 AS에서 알력을 겪고 고료 학원으로 전학했다. 린도 자매와 오랜 친구이다. 머리카락이 붉은데, 그가 팔네제 AS에서 일으켰던 문제와 관련이 있는 것으로 암시된다.
- 린도 리나 (竜胆リナ)
  - 종족 휴먼. 유키의 어릴 적 친구로, 유키가 팔네제 AS에 입학하면서 헤어졌다가 고료 학원에서 재회한다. 초보 마법사로, 오래전 유키에게 ‘모험자 아이돌’이 되겠다고 공언한 바를 지키기 위해 고료 학원에 입학했다. 언니는 〈파스텔 차임〉에서 처음 등장해 이제는 노련한 모험자가 된 린도 사야.
- 사이카 S. 팔네제 (斎香・Ｓ・ファルネーゼ, Saika S. Falnese)
  - 종족 휴먼. 루벤스 대륙에서도 가장 유명한, 최고급 무기 장인 팔네제의 딸. 팔네제 AS의 학생이었으며, 유키는 팔네제 AS 재학 시절 그녀를 남모르게 동경하고 있었다. 유키는 팔네제 AS를 떠나 고료 학원으로 전학하면서 이제 그녀를 다시 볼 수 없음에 낙담하는데, 고료 학원에 와 보니 놀랍게도 사이카가 그보다 먼저 고료 학원으로 전학해 있었다. 수재이고 우등생이며 뛰어난 검사이지만, 귀한 집 딸로 자란 탓에 집이나 학교 밖의 세계에 대한 지식이 얕고, 그 때문에 온갖 해프닝을 일으킨다.
- 필 이하트(フィル・イハート, Phil Ehart)
  - 갈색이 도는 피부와 트윈 테일 머리가 눈에 띄는 엘프 소녀. 지나치게 활기가 넘쳐 소란스러운 성격과는 반대로 모험자 클래스는 치유의 능력으로 대표되는 신술사(神術士). 어느 날 유키를 예고 없이 방문해 자는 사이에 침대에 숨어들어 소동을 일으키고, 자신은 유키의 약혼자라고 주장한다.
- 루시 민시어드(ルーシー・ミンシアード, Lucy Minseard)
  - 종족 엘프. 도술사(盗術士, scout)를 지망하는 학생. 몹시 어려 보이지만 유키와 학년은 같다. 속임수에 걸려 던전에 갇힌 유키에게 출구를 알려주어 유키의 생명의 은인이 된다. ‘행운의 아이템’을 찾아 다니며 온갖 물건을 긁어모으지만, 정작 본인은 놀라우리만치 언제나 불운하다. 붙임성이 별로 없는 성격 탓으로 유키 이외의 사람들은 그녀를 껄끄럽게 여긴다. 고양이 말을 할 수 있다.

## 배경
〈파스텔 차임〉의 세계에는 두 개의 대륙이 존재하는데, 각각 ‘루벤스’와 ‘콜웨이드’로 불린다. 루벤스는 휴먼과 엘프의 터전으로, 복잡하고 긴 분쟁의 역사를 가졌으며, 현대에 이르러서는 7개의 국가가 이 대륙에 자리잡아 균형을 이루고 있다. 반면 콜웨이드는 루벤스와 콜웨이드를 가르는 바다인 ‘라이 해’가 오랜 세월 짙은 안개에 싸여 있어 항해가 불가능했기 때문에 미지의 상태였는데, 어느날 안개가 갑자기 걷히고 항해가 가능해지자 신대륙으로서 발견되었고, 루벤스 사람들은 흥분하여 이 신세계를 탐험하기 위해 너도나도 닻을 올렸다. 이것이 모험시대의 개막이다.
모험시대 초기에는 일확천금의 꿈에 젖어 충분한 준비 없이 신대륙 답사에 나섰다가 희생당한 이들도 많았다. 각국은 신대륙의 중요성을 인식하고 모험자 학교를 창설하여 체계적이고 전문적으로 훈련된 모험자를 육성했고, 오늘날에는 지식과 경험이 축적되어 모험자 길드도 설립되고 신대륙 탐사도 안정적으로 이루어지고 있다. 그러나 극소수의 사람들은 평화로워 보이는 이 세계에 큰 위기가 닥쳐올 것을 염려하고 있는데, 이는 ‘마왕 부활’에 관해 전승되는 오랜 예언 때문이다.
루벤스는 마법이나 신술 등이 존재하는 환상의 대륙이지만, 버스나 휴대전화와 같은 요소들을 비롯해 전체적인 문명과 문화가 지구의 것과 흡사하다. 언어 또한 인명이 일본어로 된 것부터 시작해 사이카 S. 팔네제(斎香・Ｓ・ファルネーゼ)와 같이 일본어도 비일본어도 아닌 것에 이르기까지 다양한 형태로 나타나는 등, 현실 세계의 다양한 문화가 섞인 양상이다.